# اولنچ سافت‌ور
اَوِلَنچ سافت‌ور (انگلیسی: Avalanche Software) یک شرکت توسعه‌دهنده بازی ویدئویی آمریکایی واقع در سالت لیک سیتی است، که در اکتبر سال ۱۹۹۵ تأسیس شد. این استودیو در مه ۲۰۰۵ توسط شرکت والت دیزنی خریداری شد، و ۱۰ سال بعد را صرف ساختن عناوین مرتبط با دیزنی شامل اسباب‌بازی‌های زندگی و دیزنی اینفنتی (۲۰۱۳) نمود. در مه ۲۰۱۶، به دلیل کاهش تقاضا در بازار اسباب‌بازی، دیزنی تصمیم به لغو بازوی بازی‌ها از جمله اولنچ سافت‌ور گرفت. سرگرمی تعاملی برادران وارنر این استودیو را خرید و در ژانویه ۲۰۱۷، مجددا آن را بازگشایی کرد.